# Campionato brasiliano di calcio 1987
Il Campionato brasiliano di calcio 1987 è stato la 17ª edizione del massimo campionato brasiliano di calcio.
Inizialmente la CBF decise di organizzare un campionato con 28 squadre. Tra queste non figuravano Botafogo e Coritiba che decisero di ricorrere ad un tribunale per vedere riconosciuto il proprio diritto a partecipare al campionato. Le due squadre vinsero la causa e così il Clube dos 13, di cui faceva parte il Botafogo, organizzò un proprio campionato, la Copa União, invitando altre 3 squadre (Coritiba, Goiás e Santa Cruz) e la CBF un torneo parallelo, il Modulo Giallo (in portoghese Módulo Amarelo) per altri 16 club.

## Formula
Primo turno: 16 squadre divise in 2 gruppi di 8 club ciascuno. Nella prima fase ciascuna squadra affronta una volta tutte le componenti dell'altro girone, nella seconda tutte le componenti del proprio girone. Si qualificano alle semifinali i vincitori della prima e della seconda fase di ogni raggruppamento.
Semifinali e finale: gare in partita di andata e ritorno. In caso di parità sono previsti i tempi supplementari e, nel caso del perdurare del risultato di pareggio, i rigori, a meno che una delle due squadre abbia vinto in proprio girone in entrambie le fasi del precedente turno. In questo caso tale squadra è vincitrice in caso di pareggio.
Quadrangolare finale: la CBF decise di far disputare alle 4 finaliste dei due moduli un quadrangolare con gare di andata e ritorno per decretare il campione nazionale. Flamengo e Internacional, finalisti del Modulo Verde, tuttavia decisero di non partecipare e quindi a disputarsi il titolo e ad essere iscritte per la Coppa Libertadores 1988 dalla CBF furono Sport e Guarani, finalisti del Modulo Giallo.

## Squadre partecipanti

### Modulo Verde
| Squadra          | Città          | Stato             |
| ---------------- | -------------- | ----------------- |
| Atlético Mineiro | Belo Horizonte | Minas Gerais      |
| Bahia            | Salvador       | Bahia             |
| Botafogo         | Rio de Janeiro | Rio de Janeiro    |
| Corinthians      | San Paolo      | San Paolo         |
| Coritiba         | Curitiba       | Paraná            |
| Cruzeiro         | Belo Horizonte | Minas Gerais      |
| Flamengo         | Rio de Janeiro | Rio de Janeiro    |
| Fluminense       | Rio de Janeiro | Rio de Janeiro    |
| Goiás            | Goiânia        | Goiás             |
| Grêmio           | Porto Alegre   | Rio Grande do Sul |
| Internacional    | Porto Alegre   | Rio Grande do Sul |
| Palmeiras        | San Paolo      | San Paolo         |
| San Paolo        | San Paolo      | San Paolo         |
| Santa Cruz       | Recife         | Pernambuco        |
| Santos           | Santos         | San Paolo         |
| Vasco da Gama    | Rio de Janeiro | Rio de Janeiro    |

### Modulo Giallo
| Squadra          | Città          | Stato          |
| ---------------- | -------------- | -------------- |
| America-RJ       | Rio de Janeiro | Rio de Janeiro |
| Atl. Goianiense  | Goiânia        | Goiás          |
| Athl. Paranaense | Curitiba       | Paraná         |
| Bangu            | Rio de Janeiro | Rio de Janeiro |
| Ceará            | Fortaleza      | Ceará          |
| Criciúma         | Criciúma       | Santa Catarina |
| CSA              | Maceió         | Alagoas        |
| Guarani          | Campinas       | San Paolo      |
| Inter de Limeira | Limeira        | San Paolo      |
| Joinville        | Joinville      | Santa Catarina |
| Náutico          | Recife         | Pernambuco     |
| Portuguesa       | San Paolo      | San Paolo      |
| Rio Branco-ES    | Cariacica      | Espírito Santo |
| Sport Recife     | Recife         | Pernambuco     |
| Treze            | Campina Grande | Paraíba        |
| Vitória          | Salvador       | Bahia          |

## Modulo Verde

### Primo turno - Prima fase

#### Risultati
| Casa/Trasferta | CRT   | CRU | FLU | GOI | INT | SPA | SAN | VAS |
| -------------- | ----- | --- | --- | --- | --- | --- | --- | --- |
| Atlético-MG    | 2-0   |     | 3-1 |     | 0-0 |     | 5-1 |     |
| Bahia          |       |     |     | 1-0 | 0-2 | 1-1 |     | 0-3 |
| Botafogo       |       |     |     | 1-0 | 0-0 |     | 0-0 |     |
| Corinthians    |       |     | 0-1 | 0-1 | 1-0 |     | 0-0 |     |
| Flamengo       | 3-1   | 0-0 | 0-1 |     |     | 0-2 |     | 2-1 |
| Grêmio         |       | 0-0 |     | 4-0 |     | 1-0 |     | 1-0 |
| Palmeiras      | 1-0   | 2-0 |     |     |     | 2-1 |     | 1-0 |
| Santa Cruz     | 0-0   | 0-0 | 1-1 |     |     |     | 3-1 |     |
| Casa/Trasferta | AT-MG | BAH | BOT | CRN | FLA | GRÊ | PAL | SCR |
| Coritiba       |       | 2-1 | 1-1 | 2-1 |     | 0-1 |     |     |
| Cruzeiro       | 0-0   | 2-1 | 1-1 | 1-1 |     |     |     |     |
| Fluminense     |       | 0-1 | 1-1 |     |     | 0-0 | 2-0 |     |
| Goiás          | 0-1   |     |     |     | 1-1 |     | 2-0 | 1-0 |
| Internacional  |       |     |     |     | 2-0 | 0-1 | 2-0 | 4-0 |
| San Paolo      | 0-1   |     | 0-2 | 0-0 |     |     |     | 3-0 |
| Santos         |       | 0-1 |     |     | 0-0 | 1-0 | 0-0 |     |
| Vasco da Gama  | 1-2   |     | 1-0 | 4-1 |     |     |     | 0-0 |

#### Classifica

##### Gruppo A
| Pos. | Squadra          | Pt | G | V | N | P | GF | GS | DR  |
| ---- | ---------------- | -- | - | - | - | - | -- | -- | --- |
| 1    | Atlético Mineiro | 14 | 8 | 6 | 2 | 0 | 14 | 3  | +11 |
| 2    | Grêmio           | 12 | 8 | 5 | 2 | 1 | 8  | 1  | +7  |
| 3    | Palmeiras        | 9  | 8 | 4 | 1 | 3 | 6  | 7  | -1  |
| 4    | Botafogo         | 9  | 8 | 2 | 5 | 1 | 6  | 4  | +2  |
| 5    | Bahia            | 7  | 8 | 3 | 1 | 4 | 6  | 10 | -4  |
| 6    | Flamengo         | 7  | 8 | 2 | 3 | 3 | 6  | 8  | -2  |
| 7    | Santa Cruz       | 6  | 8 | 1 | 4 | 3 | 4  | 10 | -6  |
| 8    | Corinthians      | 5  | 8 | 1 | 3 | 4 | 4  | 9  | -5  |

##### Gruppo B
| Pos. | Squadra       | Pt | G | V | N | P | GF | GS | DR |
| ---- | ------------- | -- | - | - | - | - | -- | -- | -- |
| 1    | Internacional | 10 | 8 | 4 | 2 | 2 | 10 | 2  | +8 |
| 2    | Fluminense    | 9  | 8 | 3 | 3 | 2 | 7  | 6  | +1 |
| 3    | Cruzeiro      | 8  | 8 | 1 | 6 | 1 | 4  | 5  | -1 |
| 4    | Vasco da Gama | 7  | 8 | 3 | 1 | 4 | 10 | 7  | +3 |
| 5    | Goiás         | 7  | 8 | 3 | 1 | 4 | 5  | 8  | -3 |
| 6    | San Paolo     | 6  | 8 | 2 | 2 | 4 | 7  | 7  | 0  |
| 7    | Coritiba      | 6  | 8 | 2 | 2 | 4 | 6  | 10 | -4 |
| 8    | Santos        | 6  | 8 | 1 | 4 | 3 | 3  | 9  | -6 |

#### Verdetti
- Atlético Mineiro e Internacional qualificati alle semifinali.

### Primo turno - Seconda fase

#### Gruppo A

##### Risultati
| Casa/Trasferta | AT-MG | BAH | BOT | CRN | FLA | GRÊ | PAL | SCR |
| -------------- | ----- | --- | --- | --- | --- | --- | --- | --- |
| Atlético-MG    |       |     |     |     | 1-0 |     | 1-0 | 2-0 |
| Bahia          | 1-1   |     |     | 1-1 | 0-2 |     |     | 0-0 |
| Botafogo       | 0-0   | 2-2 |     | 1-0 |     |     |     |     |
| Corinthians    | 1-2   |     |     |     | 1-1 |     | 0-0 | 2-1 |
| Flamengo       |       |     | 1-0 |     |     | 1-1 | 2-0 | 3-1 |
| Grêmio         | 0-0   | 2-0 | 0-2 | 1-0 |     |     |     |     |
| Palmeiras      |       | 0-1 | 1-0 |     |     | 2-1 |     |     |
| Santa Cruz     |       |     | 1-0 |     |     | 2-1 | 1-2 |     |

##### Classifica
| Pos. | Squadra          | Pt | G | V | N | P | GF | GS | DR |
| ---- | ---------------- | -- | - | - | - | - | -- | -- | -- |
| 1    | Atlético Mineiro | 11 | 7 | 4 | 3 | 0 | 7  | 2  | +5 |
| 2    | Flamengo         | 10 | 7 | 4 | 2 | 1 | 10 | 4  | +6 |
| 3    | Palmeiras        | 7  | 7 | 3 | 1 | 3 | 5  | 6  | -1 |
| 4    | Botafogo         | 6  | 7 | 2 | 2 | 3 | 5  | 5  | 0  |
| 5    | Grêmio           | 6  | 7 | 2 | 2 | 3 | 6  | 7  | -1 |
| 6    | Bahia            | 6  | 7 | 1 | 4 | 2 | 5  | 8  | -3 |
| 7    | Santa Cruz       | 5  | 7 | 2 | 1 | 4 | 6  | 10 | -4 |
| 8    | Corinthians      | 5  | 7 | 1 | 3 | 3 | 5  | 7  | -2 |

##### Verdetti
- Flamengo qualificato alle semifinali.

#### Gruppo B

##### Risultati
| Casa/Trasferta | CRT | CRU | FLU | GOI | INT | SPA | SAN | VAS |
| -------------- | --- | --- | --- | --- | --- | --- | --- | --- |
| Coritiba       |     | 0-3 | 2-1 |     |     | 3-2 |     |     |
| Cruzeiro       |     |     |     | 1-0 | 3-0 | 0-0 |     | 3-0 |
| Fluminense     |     | 1-1 |     | 1-0 |     |     | 1-1 |     |
| Goiás          | 1-1 |     |     |     |     |     | 0-0 | 2-2 |
| Internacional  | 0-0 |     | 0-1 | 0-0 |     |     | 2-0 |     |
| San Paolo      |     |     | 2-0 | 2-0 | 3-0 |     | 3-1 |     |
| Santos         | 2-1 | 0-1 |     |     |     |     |     | 0-0 |
| Vasco da Gama  | 3-2 |     | 0-2 |     | 1-0 | 1-2 |     |     |

##### Classifica
| Pos. | Squadra       | Pt | G | V | N | P | GF | GS | DR  |
| ---- | ------------- | -- | - | - | - | - | -- | -- | --- |
| 1    | Cruzeiro      | 12 | 7 | 5 | 2 | 0 | 12 | 1  | +11 |
| 2    | San Paolo     | 11 | 7 | 5 | 1 | 1 | 14 | 5  | +9  |
| 3    | Fluminense    | 8  | 7 | 3 | 2 | 2 | 7  | 6  | +1  |
| 4    | Coritiba      | 6  | 7 | 2 | 2 | 3 | 9  | 12 | -3  |
| 5    | Vasco da Gama | 6  | 7 | 2 | 2 | 3 | 7  | 11 | -4  |
| 6    | Santos        | 5  | 7 | 1 | 3 | 3 | 4  | 8  | -4  |
| 7    | Internacional | 4  | 7 | 1 | 2 | 4 | 2  | 8  | -6  |
| 8    | Goiás         | 4  | 7 | 0 | 4 | 3 | 3  | 7  | -4  |

##### Verdetti
- Cruzeiro qualificato alle semifinali.

### Fase finale
|  | Semifinali | Semifinali       | Semifinali | Semifinali | Semifinali |  |  | Finale        | Finale        | Finale | Finale | Finale |  |
|  |            |                  |            |            |            |  |  |               |               |        |        |        |  |
|  | B1         | Internacional    | 0          | 1 dts      | 1          |  |  |               |               |        |        |        |  |
|  | B2         | Cruzeiro         | 0          | 0          | 0          |  |  | Internacional | Internacional | 1      | 0      | 1      |  |
|  | A2         | Flamengo         | 1          | 3          | 4          |  |  | Flamengo      | Flamengo      | 1      | 1      | 2      |  |
|  | A1         | Atlético Mineiro | 0          | 2          | 2          |  |  |               |               |        |        |        |  |

#### Semifinali

##### Andata
| Porto Alegre 29 novembre 1987 | Internacional | 0 – 0 referto | Cruzeiro | Beira-Rio (34.464 spett.)\| Arbitro: \| Arppi Filho \| |
| Arbitro:                      | Arppi Filho   |               |          |                                                        |

| Arbitro: | Boschilla |

|            |           |  |
| Bebeto 78’ | Marcatori |  |

##### Ritorno
| Arbitro: | Boschilla |

|                                        |           |                                       |
| Chiquinho 60’ (rig.) Sérgio Araújo 64’ | Marcatori | 22’ Zico 31’ Bebeto 79’ Renato Gaúcho |

| Arbitro: | Arppi Filho |

|  |           |              |
|  | Marcatori | 94’ Amarildo |

#### Finale

##### Andata
| Arbitro: | Tavares |

|              |           |            |
| Amarildo 32’ | Marcatori | 30’ Bebeto |

##### Ritorno
| Arbitro: | Aragão |

|            |           |  |
| Bebeto 16’ | Marcatori |  |

#### Verdetti
- Flamengo vincitore della Copa União.
- Flamengo e Internacional qualificati per il quadrangolare finale.

## Modulo Giallo

### Primo turno - Prima fase

#### Risultati
| Casa/Trasferta | AM-RJ | BAN   | CEA | CSA | NÁU | SPO | TRE | VIT   |
| -------------- | ----- | ----- | --- | --- | --- | --- | --- | ----- |
| Atlético-GO    |       | 1-0   | 1-0 | 3-1 |     | 0-0 |     |       |
| Atlético-PR    | 1-0   | 1-2   |     | 1-1 | 2-0 |     |     |       |
| Criciúma       |       | 1-0   | 1-2 |     | 2-0 |     |     | 2-1   |
| Guarani        | 1-0   |       | 1-0 |     | 4-2 |     |     | 0-1   |
| Inter Limeira  | 1-0   |       | 1-0 |     | 0-1 |     | 2-1 | 0-0   |
| Joinville      | 1-0   |       |     |     | 2-1 | 0-1 | 0-0 |       |
| Portuguesa     |       | 1-0   |     | 4-0 |     | 1-1 | 1-0 |       |
| Rio Branco-ES  |       |       |     | 0-1 |     | 0-1 | 2-1 | 0-0   |
| Casa/Trasferta | AT-GO | AT-PA | CRI | GUA | INL | JOI | POR | RB-ES |
| América-RJ     | 0-1   |       | 0-1 |     |     |     | 0-1 | 0-1   |
| Bangu          |       |       |     | 0-0 | 1-0 | 1-1 |     | 1-0   |
| Ceará          |       | 0-1   |     |     |     | 1-0 | 1-1 | 1-1   |
| CSA            |       |       | 1-2 | 0-1 | 0-2 | 3-2 |     |       |
| Náutico        | 2-1   |       |     |     |     |     | 2-1 | 0-1   |
| Sport          |       | 1-1   | 3-0 | 2-0 | 4-0 |     |     |       |
| Treze          | 3-1   | 0-0   | 2-1 | 1-3 |     |     |     |       |
| Vitória        | 3-0   | 1-2   |     |     |     | 3-1 | 2-1 |       |

Spareggio Gruppo A: Guarani-Atlético Paranaense 0-2

#### Classifica

##### Gruppo A
| Pos. | Squadra          | Pt | G | V | N | P | GF | GS | DR |
| ---- | ---------------- | -- | - | - | - | - | -- | -- | -- |
| 1    | Athl. Paranaense | 11 | 8 | 4 | 3 | 1 | 9  | 5  | +4 |
| 2    | Guarani          | 11 | 8 | 5 | 1 | 2 | 10 | 6  | +4 |
| 3    | Criciúma         | 10 | 8 | 5 | 0 | 3 | 10 | 9  | +1 |
| 4    | Portuguesa       | 10 | 8 | 4 | 2 | 2 | 11 | 6  | +5 |
| 5    | Atl. Goianiense  | 10 | 8 | 4 | 2 | 2 | 8  | 6  | +2 |
| 6    | Inter de Limeira | 9  | 8 | 4 | 1 | 3 | 6  | 7  | -1 |
| 7    | Rio Branco-ES    | 8  | 8 | 3 | 2 | 3 | 5  | 5  | 0  |
| 8    | Joinville        | 6  | 8 | 2 | 2 | 4 | 7  | 10 | -3 |

##### Gruppo B
| Pos. | Squadra      | Pt | G | V | N | P | GF | GS | DR  |
| ---- | ------------ | -- | - | - | - | - | -- | -- | --- |
| 1    | Sport Recife | 13 | 8 | 5 | 3 | 0 | 13 | 2  | +11 |
| 2    | Vitória      | 9  | 8 | 3 | 3 | 2 | 8  | 6  | +2  |
| 3    | Bangu        | 8  | 8 | 3 | 2 | 3 | 5  | 5  | 0   |
| 4    | Náutico      | 6  | 8 | 3 | 0 | 5 | 8  | 13 | -5  |
| 5    | Treze        | 6  | 8 | 2 | 2 | 4 | 8  | 10 | -2  |
| 6    | Ceará        | 6  | 8 | 2 | 2 | 4 | 5  | 7  | -2  |
| 7    | CSA          | 5  | 8 | 2 | 1 | 5 | 7  | 15 | -8  |
| 8    | America-RJ   | 0  | 8 | 0 | 0 | 8 | 0  | 8  | -8  |

#### Verdetti
- Atlético Paranaense e Sport qualificati alle semifinali.

### Primo turno - Seconda fase

#### Gruppo A

##### Risultati
| Casa/Trasferta | AT-GO | AT-PA | CRI | GUA | INL | JOI | POR | RB-ES |
| -------------- | ----- | ----- | --- | --- | --- | --- | --- | ----- |
| Atlético-GO    |       |       | 0-2 | 1-0 |     | 0-0 |     |       |
| Atlético-PR    | 3-0   |       |     |     |     |     | 0-1 | 1-1   |
| Criciúma       |       | 1-1   |     |     | 0-0 | 2-0 |     | 3-0   |
| Guarani        |       | 0-0   | 2-0 |     | 0-0 |     | 2-0 |       |
| Inter Limeira  | 1-0   | 1-1   |     |     |     | 0-0 |     |       |
| Joinville      |       | 1-2   |     | 0-2 |     |     | 1-0 | 0-0   |
| Portuguesa     | 1-0   |       | 0-0 |     | 1-0 |     |     | 0-1   |
| Rio Branco-ES  | 0-0   |       |     | 2-3 | 0-0 |     |     |       |

##### Classifica
| Pos. | Squadra          | Pt | G | V | N | P | GF | GS | DR |
| ---- | ---------------- | -- | - | - | - | - | -- | -- | -- |
| 1    | Guarani          | 10 | 7 | 4 | 2 | 1 | 9  | 3  | +6 |
| 2    | Criciúma         | 9  | 7 | 3 | 3 | 1 | 8  | 3  | +5 |
| 3    | Athl. Paranaense | 8  | 7 | 2 | 4 | 1 | 8  | 5  | +3 |
| 4    | Portuguesa       | 7  | 7 | 3 | 1 | 3 | 3  | 4  | -1 |
| 5    | Inter de Limeira | 7  | 7 | 1 | 5 | 1 | 2  | 2  | 0  |
| 6    | Rio Branco-ES    | 6  | 7 | 2 | 2 | 3 | 4  | 7  | -3 |
| 7    | Joinville        | 5  | 7 | 1 | 3 | 3 | 2  | 6  | -4 |
| 8    | Atl. Goianiense  | 4  | 7 | 1 | 2 | 4 | 1  | 7  | -6 |

##### Verdetti
- Guarani qualificato alle semifinali.

#### Gruppo B

##### Risultati
| Casa/Trasferta | BAN | CEA | CSA | NÁU | SPO | TRE | VIT |
| -------------- | --- | --- | --- | --- | --- | --- | --- |
| Bangu          |     | 2-0 |     | 3-0 | 2-0 |     |     |
| Ceará          |     |     | 2-0 | 1-0 |     | 0-2 |     |
| CSA            | 0-0 |     |     | 1-1 | 0-1 |     |     |
| Náutico        |     |     |     |     | 0-1 | 2-1 | 2-2 |
| Sport          |     | 2-1 |     |     |     | 2-1 | 0-0 |
| Treze          | 0-0 |     | 2-1 |     |     |     | 1-1 |
| Vitória        | 3-1 | 1-0 | 0-0 |     |     |     |     |

Spareggio: Bangu-Vitória 1-1 d.t.s., 4-3 d.c.r.

##### Classifica
| Pos. | Squadra      | Pt | G | V | N | P | GF | GS | DR |
| ---- | ------------ | -- | - | - | - | - | -- | -- | -- |
| 1    | Sport Recife | 9  | 6 | 4 | 1 | 1 | 6  | 4  | +2 |
| 2    | Bangu        | 8  | 6 | 3 | 2 | 1 | 8  | 3  | +5 |
| 3    | Vitória      | 8  | 6 | 2 | 4 | 0 | 7  | 4  | +3 |
| 4    | Treze        | 6  | 6 | 2 | 2 | 2 | 7  | 6  | +1 |
| 5    | Náutico      | 4  | 6 | 1 | 2 | 3 | 5  | 9  | -4 |
| 6    | Ceará        | 4  | 6 | 2 | 0 | 4 | 4  | 7  | -3 |
| 7    | CSA          | 3  | 6 | 0 | 3 | 3 | 2  | 6  | -4 |

##### Verdetti
- Bangu qualificato alle semifinali.

### Fase finale
|  | Semifinali | Semifinali       | Semifinali | Semifinali | Semifinali |  |  | Finale       | Finale       | Finale | Finale | Finale |  |
|  |            |                  |            |            |            |  |  |              |              |        |        |        |  |
|  | A1         | Athl. Paranaense | 0          | 0          | 0          |  |  |              |              |        |        |        |  |
|  | A2         | Guarani          | 0          | 1 dts      | 1          |  |  | Guarani      | Guarani      | 2      | 0      | 2      |  |
|  | B2         | Bangu            | 3          | 1          | 4          |  |  | Sport Recife | Sport Recife | 0      | 3      | 3      |  |
|  | B1         | Sport Recife     | 2          | 3          | 5          |  |  |              |              |        |        |        |  |

#### Semifinali

##### Andata
| Curitiba 28 novembre 1987 | Atlético Paranaense | 0 – 0 referto | Guarani | Couto Pereira (5.680 spett.)\| Arbitro: \| Coelho \| |
| Arbitro:                  | Coelho              |               |         |                                                      |

| Arbitro: | Nunesmaia |

|                                                |           |                              |
| Marinho 16’ Paulinho Criciúma 48’ Edevaldo 88’ | Marcatori | 24’ (rig.) Betão 69’ Augusto |

##### Ritorno
| Arbitro: | Coelho |

|               |           |  |
| Boiadeiro 98’ | Marcatori |  |

| Arbitro: | Aragão |

|                             |           |             |
| Zico 4’ Betão 11’ Nando 18’ | Marcatori | 46’ Marinho |

#### Finale

##### Andata
| Arbitro: | Félix |

|               |           |  |
| Evair 11’ 27’ | Marcatori |  |

##### Ritorno
| Arbitro: | Sousa |

|                         |           |  |
| Nando 19’ 67’ Betão 61’ | Marcatori |  |

#### Verdetti
- Sport vincitore del Modulo Giallo.[6]
- Sport e Guarani qualificati per il quadrangolare finale.

## Quadrangolare finale
Flamengo e Internacional, finalisti del Modulo Verde, rifiutarono di partecipare al quadrangolare finale. Di conseguenza il quadrangolare si ridusse a sole 2 partite in una sorta di rivincita tra le finaliste del Modulo Giallo, Sport e Guarani.
| Arbitro: | Pimentel |

|                    |           |                 |
| Catatau 17’ (rig.) | Marcatori | 7’ (rig.) Betão |

| Arbitro: | Félix |

|                   |           |  |
| Marco Antônio 19’ | Marcatori |  |

### Verdetti
- Sport campione del Brasile 1987. Successivamente, nel febbraio 2011, la CBF ha riconosciuto anche il Flamengo come vincitore del torneo 1987,[7][8] ma il 15 giugno seguente la decisione è stata revocata su ordine della 10ª Corte Federale di Primo Grado della Sezione Giudiziaria del Pernambuco,[9] che il 29 novembre 2011 ha respinto il successivo ricorso del Flamengo e quindi lo Sport è riconosciuto come unico vincitore del campionato 1987.[10][11][12]
- Sport e Guarani qualificati per la Coppa Libertadores 1988.

## Classifica marcatori
| Pos. | Giocatore        | Squadra          | Gol | Modulo |
| ---- | ---------------- | ---------------- | --- | ------ |
| 1    | Müller           | San Paolo        | 10  | Verde  |
| 2    | Evair            | Guarani          | 9   | Giallo |
| 3    | Júnior           | Vitória          | 8   | Giallo |
| 3    | Nando            | Sport Recife     | 8   | Giallo |
| 5    | Amarildo         | Internacional    | 7   | Verde  |
| 5    | Cláudio Adão     | Cruzeiro         | 7   | Verde  |
| 5    | Cuca             | Grêmio           | 7   | Verde  |
| 5    | Renato           | Atlético Mineiro | 7   | Verde  |
| 5    | Romário          | Vasco da Gama    | 7   | Verde  |
| 10   | Bebeto           | Flamengo         | 6   | Verde  |
| 10   | Roberto Dinamite | Vasco da Gama    | 6   | Verde  |